# کارن ساریبکیان
کارن باغیشی ساریبکیان (ارمنی: Կարեն Բաղիշի Սարիբեկյան؛ انگلیسی: Karen Saribekyan; زادهٔ ۱۰ دسامبر ۱۹۶۳ - ۱۰ مهٔ ۲۰۲۴) یک سیاستمدار کاردان فنی اهل ارمنستان بود که از تاریخ ۲۰۰۷ تا ۲۰۱۷ تاریخ سمت نمایندگی دوره‌های پنجم و ششم مجلس ملی جمهوری ارمنستان را برعهده داشت.

## زندگی‌نامه
در ۱۰ دسامبر ۱۹۶۳ در کیروواکان به دنیا آمد و از کالج صنایع سبک لنیناکان فارغ‌التحصیل شد. وی در ۱۰ مه ۲۰۲۴ در سن ۶۰ سالگی درگذشت.

## یادداشت
1. ↑  Լենինականի թեթև արդյունաբերության տեխնիկում